# Герб Армамара
Ге́рб Армама́ра — офіційний символ містечка , Португалія. Використовується як територіальний герб. У срібному щиті навхрест п'ять срібних виноградних грона із зеленим листям. Щит увінчує срібна мурована містечкова корона з чотирма вежами.  Під щитом біла стрічка, на якій великими літерами напис португальською: «vila de Armamar» (містечко Армамар).  Офіційно затверджений 22 лютого 1935 року.  

## Галерея

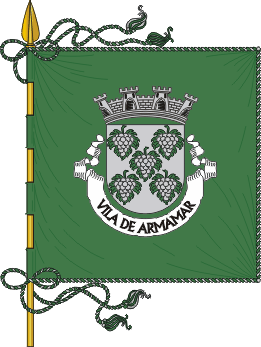
Прапор